# William Scholz
William Scholz (* 7. März 1884 in Erfurt; † 25. Januar 1967 in Hamburg) war ein deutscher Schiffbau- und Maschinenbauingenieur. Unter Albert Ballin plante er die Deutsche Werft, an deren Aufbau er maßgeblich beteiligt war und die er anschließend rund 40 Jahre leitete.

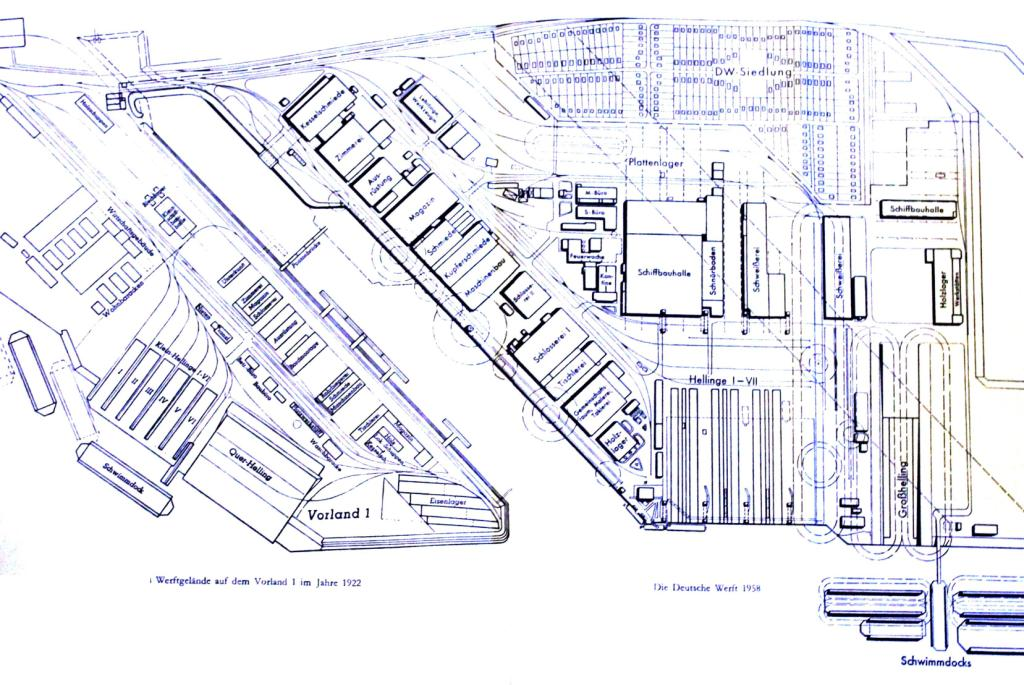
Plan der Deutschen Werft

## Lebenslauf

### 1902 Studium an Technischen Hochschule Berlin-Charlottenburg
Er studierte von 1902 bis 1906 an der Technischen Hochschule Berlin-Charlottenburg (heute TU Berlin) und erhielt vom preußischen Kulturminister für die beste Prüfungsarbeit des Jahres die silberne Medaille. Ab 1906 arbeitete er auf der Kaiserlichen Werft Kiel, promovierte in dieser Zeit an der Universität Kiel zum Dr. phil und wurde 1908 in den technischen Stab der Hamburg-Amerika-Linie berufen. Albert Ballin, der 1912 die dänische bei B&W gebaute Fiona, eine Schwester der Selandia, gekauft hatte, wurde von den Vorteilen des Motorantriebes überzeugt.

### 1916 Planung der Deutschen Werft
Von Ballin erhielt Scholz die Aufgabe, einen Plan zum Bau von Motorschiffen in einer neu zu errichtenden Werft zu erstellen. Damit sollten Kriegsverluste der deutschen Handelsflotte schnell ausgeglichen werden. 1916 präsentierte Scholz seine Ausarbeitungen in einer Denkschrift, die er auf den rationellen Serienschiffbau von Motorfrachtschiffen mit 7.000 – 8.000 tdw gründete. 1917 schloss er als technischer Leiter der Hamburg Amerika Linie mit B&W einen Lizenzvertrag für den alleinigen Bau der B&W Schiffsdieselmotoren in Deutschland.

### 1918 Vorstand der Deutschen Werft
Scholz wurde 1918 in den Vorstand der neu gegründeten Deutschen Werft berufen und engagierte sich im erfolgreichen Aufbau der neuen Werft in Hamburg-Finkenwerder. Er trieb die Schweißtechnik im Schiffbau entscheidend voran und beeinflusste entscheidende technische Lösungen im Tankerserienbau. In den 1950er Jahren entwickelte sich die Deutsche Werft unter der Leitung von Scholz zur größten Werft der Welt.

### Würdigungen
William Scholz genoss in Schiffbaukreisen höchstes Ansehen. 1958 zeichnete ihn die Schiffbautechnische Gesellschaft mit der goldenen Denkmünze aus. 1954 wurde er von der Technischen Universität Berlin-Charlottenburg zum Dr.-Ing. E. h. ernannt. Der Bundespräsident verlieh ihm 1963 das Große Bundesverdienstkreuz.
William Scholz starb 1967, ein Jahr vor dem 50-jährigen Jubiläum der Deutschen Werft.